# Yngvar Bryn
Yngvar Bryn, född 17 december 1881 i Kristiansand, död 30 april 1947 i Oslo, var en norsk konståkare och friidrottare. Han blev olympisk silvermedaljör i Antwerpen 1920 i paråkning tillsammans med sin hustru Alexia Bryn. Som friidrottare deltog han vid olympiska spelen i Paris 1900 på 200 meter och 400 meter. Han var konståkningsdomare under OS i Lake Placid 1932.